# Painting Pictures
Albums de Kodak Black
Lil B.I.G. Pac
(2016) Project Baby 2
(2017)
Singles
1. There He Go
Sortie : 6 décembre 2016
2. Tunnel Vision
Sortie : 16 février 2017

Painting Pictures est le premier album studio du rappeur américain Kodak Black, sorti le 31 mars 2017.
L'album atteint la troisième place du Billboard 200 avec 71 000 exemplaires vendus lors de sa première semaine d'exploitation.

## Liste des titres
| No  | Titre                                          | Auteur                                                                  | Producteur(s)                       | Durée |
| --- | ---------------------------------------------- | ----------------------------------------------------------------------- | ----------------------------------- | ----- |
| 1.  | Day for Day                                    | Dieuson Octave, Benjamin Diehl, Ian Lewis                               | Ben Billions, Schife                | 2:48  |
| 2.  | Coolin and Booted                              | D. Octave, B. Diehl, D. Schofield                                       | Ben Billions, DannyBoyStyles        | 3:34  |
| 3.  | Candy Paint (featuring Bun B)                  | D. Octave, Bernard Freeman, Kevin Price                                 | Go Grizzly, Dreamlife Beats (ad.)   | 3:38  |
| 4.  | Up in Here                                     | D. Octave, Ryan Vojtesak, Rex Kudo                                      | Charlie Handsome, Rex Kudo          | 2:55  |
| 5.  | U Ain't Never                                  | D. Octave, B. Diehl                                                     | Ben Billions                        | 3:29  |
| 6.  | Twenty 8                                       | D. Octave, D. Meachem                                                   | D Stackz                            | 2:59  |
| 7.  | Patty Cake                                     | D. Octave, B. Diehl, Courtney Clayburn                                  | Ben Billions, Ness, Seeley (ad.)    | 3:18  |
| 8.  | Save You                                       | D. Octave, B. Diehl, Navraj Goraya                                      | Ben Billions, NAV                   | 3:58  |
| 9.  | Conscience (featuring Future)                  | D. Octave, Nayvadius Wilburn, L. Wayne                                  | CiceroOnDaBeat, DY                  | 3:39  |
| 10. | Tunnel Vision                                  | D. Octave, Leland Wayne, Joshua Luellen, Kevin Gomringer, Tim Gomringer | Metro Boomin, Southside, Cubeatz    | 4:28  |
| 11. | Corrlinks and JPay                             | D. Octave, Michael Williams II, Samuel Glozde                           | Mike Will Made It, 30 Roc           | 3:02  |
| 12. | Reminiscing (featuring A Boogie wit da Hoodie) | D. Octave, Artist Dubose, B. Diehl, Derek Garcia                        | Ben Billions, Dyryk                 | 3:45  |
| 13. | Side Nigga                                     | D. Octave, Jermaine Smith                                               | C-Clip                              | 3:29  |
| 14. | Off the Land                                   | D. Octave, R. Kudo, Wesley Glass                                        | Rex Kudo, Wheezy                    | 3:45  |
| 15. | Top Off Benz (featuring Young Thug)            | D. Octave, Jeffery Williams, W. Glass                                   | Wheezy                              | 4:02  |
| 16. | Feeling Like (featuring Jeezy)                 | D. Octave, Jay Jenkins, Carlton Mays, Jr.                               | Honorable C.N.O.T.E., Rideout (ad.) | 3:48  |
| 17. | Why They Call You Kodak                        | D. Octave, B. Diehl                                                     | Ben Billions                        | 3:33  |
| 18. | There He Go                                    | D. Octave, Aaron Lockhart, Jr.                                          | Dubba-AA                            | 3:16  |

* (ad.) Producteur additionnel